# Língua jacalteca
A língua jacalteca /hɑːkəlˈtɛk/ (também popti) é uma língua maia da Guatemala falada por aproximadamente 90 000 jacaltecas no departamento de Huehuetenango e na zona do estado mexicano de Chiapas que lhe é adjacente. Popti é a designação utilizada pela Academia das Línguas Maias da Guatemala bem como pelo Congresso Guatemalteco.
A língua jacalteca tem uma sintaxe do tipo Verbo Sujeito Objecto. Como muitas das línguas ameríndias, o jacalteco tem uma complexa morfologia aglutinante e utiliza a ergatividade. Divide-se em dois dialectos, o jacalteco ocidental e o jacalteco oriental, os quais são mutuamente intelígiveis na forma falada mas não na forma escrita.
Devido à sua dissemelhança com as línguas indo-europeias, à razoavelmente saudável população linguística e à facilidade relativa de acesso à Guatemala, o jacalteco tornou-se uma língua favorita entre os estudantes de tipologia linguística.

## Distribuição
Municipalidades onde Jakaltek é falado: .
- Concepción Huista
- Jacaltenango (nas seguintes vilas)
  - San Marcos Huista
  - San Andrés Huista
  - Yinhch'ewex
- Nentón
- San Antonio Huista
- Santa Ana Huista
- Guadalupe Victoria, Chiapas, México

O jacalteco oriental inclui os seguintes fonemas: a, b, c/qu, c'/q'u, ch, ch', e, i, j, k, k', l, m, n, n̈/ŋ, o, p, r, s, t, t', tx, tx', tz, tz', u, w, x, ẍ, y, e '.
Além da língua malgaxe (de Madagáscar), o jacalteco é a única língua a fazer uso de um caracter n-diérese no seu alfabeto. No jacalteco o a n-diérese representa uma consoante velar nasal (ŋ).

## Fonologia
O  Jacalteco oriental tem os seguintes fonemas:
|                  | Bilabial | Alveolar  | Postalveolar | Retroflexa | Palatal | Velar       | Uvular  | Glotal |
| ---------------- | -------- | --------- | ------------ | ---------- | ------- | ----------- | ------- | ------ |
| Oclusiva         | p /p/    | t /t/     |              |            |         | c/qu /k/    | k /q/   | ' /ʔ/  |
| Implosiva        | b /ɓ/    |           |              |            |         |             |         |        |
| Ejetiva oclusiva |          | t' /tʼ/   |              |            |         | c'/q'u /kʼ/ | k' /qʼ/ |        |
| Africada         |          | tz /ts/   | ch /tʃ/      | tx /tʂ/    |         |             |         |        |
| Ejetiva africada |          | tz' /tsʼ/ | ch' /tʃʼ/    | tx' /tʂʼ/  |         |             |         |        |
| Fricativa        |          | s /s/     | x /ʃ/        | ẍ /ʂ/      |         |             |         | j /h/  |
| Nasal oclusiva   | m /m/    | n /n/     |              |            |         | n̈/ŋ /ŋ/     |         |        |
| Aproximante      | w /w/    | l /l/     |              |            | y /j/   |             |         |        |
| Vibrante         |          | r /r/     |              |            |         |             |         |        |

Há ainda as vogais /a/, e /e/, i /i/, o /o/, u /u/
Jacaltec é uma das poucas línguas além da língua malgaxe of Madagascar que usa o N c/ trema no seu alfabeto. Em ambas línguas, o Nc/trema representa uma consoante nasal-velar [ŋ].
Um programa de rádio em Jacalteco é apresentado pela “Comisión Nacional para el Desarrollo de los Pueblos Indígenas (CDI) da estação radiofônica “XEVFS” de Las Margaritas (Chiapas).

## Amostra de texto
Pai Nosso
Hach Comam, hach coDios, ayach yul satcan̈, nimanojab yelapno habi yul sat anma. Hulan̈ cat hawoc jahawilojan̈ yul sat yiban̈kˈinal tiˈ. Yijab isba tzet chawoche sat txˈo txˈotxˈ tiˈ hacaˈ chu yijni isba yul satcan̈. Mamin, chicokˈanan̈ tawet, akˈ tzet chicolohan̈ hunun tzˈayic. Akˈ nimancˈulal yin̈ istxˈojal chicowatxˈehan̈, hacaˈ chu jakˈni nimancˈulalan̈ yin̈ anma chiwatxˈen istxˈojal jin̈an̈. Mach chon̈hachayojan̈ xol ilwebal, caw colon̈ilojan̈ yul iskˈab naj matzwalil, quexchi yin̈ hetxah, ẍi Comam.